# Cornelius Castoriadis

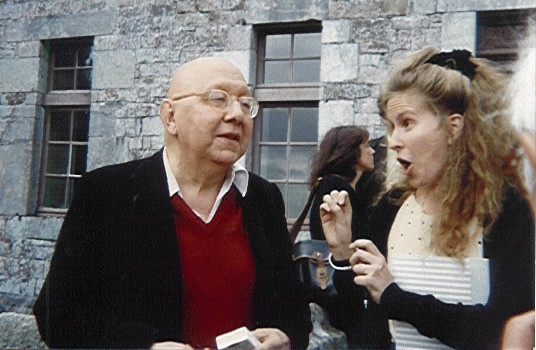
Cornelius Castoriadis mit der Choreografin Clara Gibson Maxwell (1990)

Cornelius Castoriadis (griechisch Κορνήλιος Καστοριάδης – Kornílios Kastoriádis) (* 11. März 1922 in Konstantinopel; † 26. Dezember 1997 in Paris) war ein griechisch-französischer Philosoph, politischer Theoretiker und Psychoanalytiker. Er war ausgebildeter Jurist, Philosoph und Ökonom. Der Widerstandskämpfer im griechischen Bürgerkrieg flüchtete 1946 mit einem Stipendium der französischen Regierung nach Paris. Dort begründete er zusammen mit Claude Lefort die Zeitschrift Socialisme ou Barbarie. 1980 wird er Professor an der École des hautes études en sciences sociales (EHESS) in Paris. 

## Leben

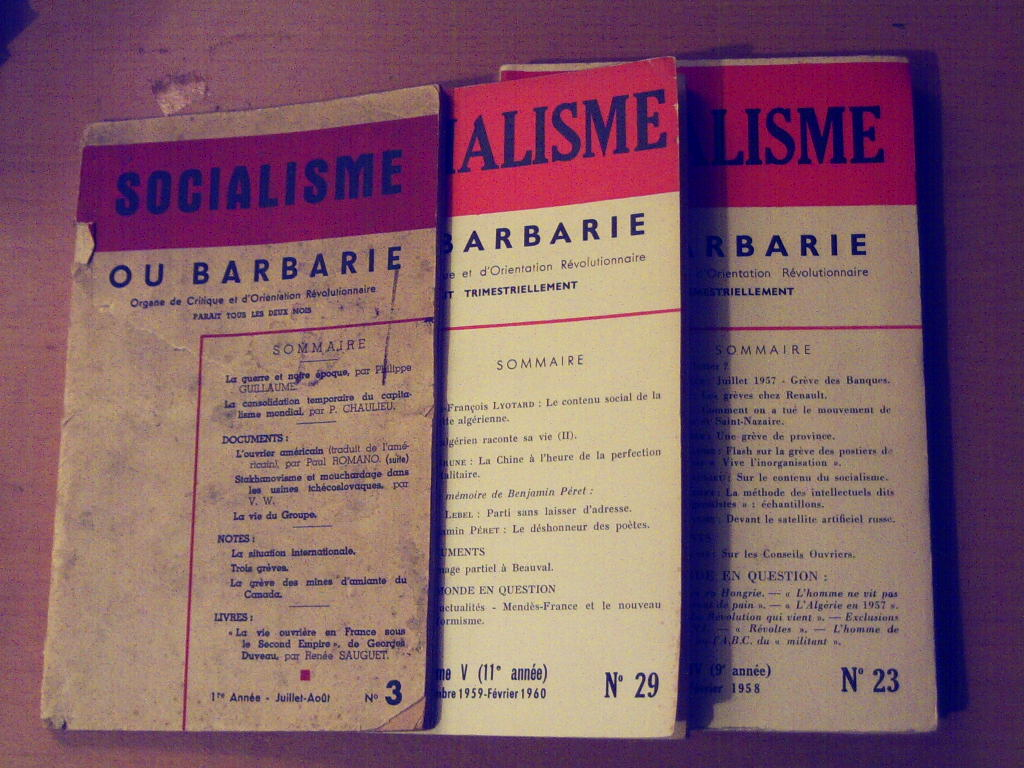
Titelblätter dreier Ausgaben von Socialisme ou Barbarie aus den 1950er-Jahren

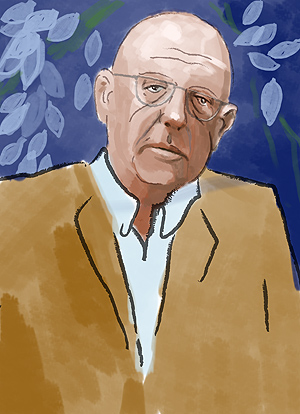
Cornelius Castoriadis, Porträt von Pablo Secca

Im Geburtsjahr 1922 zog die Familie Castoriadis von Konstantinopel nach Athen. Hier studierte Cornelius Castoriadis Rechtswissenschaften, Philosophie und Wirtschaftswissenschaften. Während des Metaxas-Regimes schloss er sich der Kommunistischen Jugendbewegung in Athen an und wurde 1941 Mitglied der griechischen kommunistischen Partei, die er aber ein Jahr später wieder verließ und aktiver Trotzkist wurde, worauf er sowohl von der deutschen Besatzungsmacht als auch von der Kommunistischen Partei verfolgt wurde. Nach 1945 musste er sich vor der kommunistischen ELAS in Sicherheit bringen. Er ging nach Frankreich, wo er mit Claude Lefort die Gruppe Socialisme ou barbarie gründete. Diese Gruppe war geprägt durch eine Kritik am Stalinismus, die über den Trotzkismus hinausgehen wollte; sie ging aus einer Spaltung der trotzkistischen Partei Frankreichs hervor, aber kritisierte auch trotzkistische Heilige Kühe. Bei Socialisme ou barbarie griff man Elemente des Rätekommunismus auf, man betonte die autonome Aktion der Arbeiterklasse und bewertete Aufstände wie den 1953 in Ostdeutschland oder den 1956 in Ungarn nicht als konterrevolutionäre Aktionen.
Es gibt interessante Ähnlichkeiten mit Raniero Panzieris politischen Anschauungen und auch mit seinem operaistischen Projekt.
Es kam bei Socialisme ou barbarie zu den üblichen Spaltungen und als Castoriadis seine Kritik des Marx’schen Denkens forcierte und erklärte, der Marxismus sei unvereinbar mit einer revolutionären Theorie, trug dies zur Auflösung der revolutionären Gruppe bei.
Castoriadis arbeitete einige Zeit für die OECD als Wirtschaftsfachmann und hatte schließlich die Position des Director of Statistics, National Accounts and Growth Studies inne, bevor er 1970 seinen Abschied nahm. Eine offene politische Betätigung in Frankreich blieb ihm zu der Zeit verwehrt, da er erst später die französische Staatsbürgerschaft bekam. In den 1970er Jahren wandte er sich zunehmend der Psychoanalyse zu und war von 1973 bis zu seinem Tod als Analytiker tätig. 1968 heiratete er die Psychiaterin und Psychoanalytikerin Piera Aulagnier (1923–1990), eine Schülerin Jacques Lacans, die bis zur Gründung des Quatrième Groupe eine Wegbegleiterin Lacans war. Die Ehe mit Aulagnier wurde 1978 wieder geschieden. Aus seiner ersten Ehe mit Rilka Castoriadis stammt seine älteste Tochter Sparta. In dritter Ehe lebte er mit Zoé Castoriadis und ihrer gemeinsamen Tochter Cybèle bis zu seinem Tod. Von 1980 bis 1990 lehrte er als „Directeur d'études“ (Professor) an der École des hautes études en sciences sociales in Paris im Rahmen des PhD-Programms „Philosophie und Sozialwissenschaften“ (neben Louis Marin und Jacques Derrida). Am zweiten Weihnachtstag 1997 starb er im Alter von 75 Jahren infolge einer Herzoperation in Paris.

## Zentrales Werk
Das wichtigste Werk Castoriadis’ ist das 1975 erschienene Gesellschaft als imaginäre Institution. Entwurf einer politischen Philosophie (deutsch 1984, der Untertitel fehlt im französischen Original, Castoriadis sprach sich in einem späteren Interview gegen den vom Verlag auferlegten Untertitel aus). Der erste Teil des Buches steht auch mit Castoriadis’ Tätigkeit in Socialisme ou Barbarie in Zusammenhang, der zweite Teil ist in der Folge seiner psychoanalytischen Ausbildung entstanden.
Zentral ist im ersten Teil die Interpretation der „revolutionären Praxis“. Zum adäquaten Verständnis seiner Konzeption einer revolutionären Praxis müssen andere Aspekte als die für das Theorie-Praxis-Verhältnis sozialistischer Prägung relevanten beachtet werden, z. B. seine Kritik an Marx, am Kommunismus und Sozialismus, an einer deterministischen Geschichtsphilosophie (und Philosophie allgemein), sowie an der Bürokratie. Darüber hinaus ist seine spezielle Betonung des Alltäglichen, der Autonomie, sein Verständnis von Dialektik und das zirkuläre sowie schöpferische Verhältnis zwischen Theorie und Praxis zu berücksichtigen.
Die Vertiefung seiner philosophischen Arbeit im Zuge der Seminare an der EHESS stand im Zeichen der Magmalogik, die er in Anlehnung an Bourbaki als eine neue Art der Ontologie entwickelt. Dabei geht er nicht nur von der Mengen- und Identitätslogik der Bestimmbarkeit aus, sondern auch von der radikalen Unbestimmbarkeit des Seins, die er in der Philosophiegeschichte bis in den antiken Apeiron- und Chaos-Begriff zurückverfolgt, deren beständige Verschüttung unter den Zwang der Identitäts- und Mengenlogik er aber ebenso einer teils psychoanalytisch-philosophiehistorischen Analyse unterzieht. Die Magmalogik besagt genauer, dass Sein Magma ist und dass es überall dicht ist: Ein Magma ist das, worin (und woraus) sich unbegrenzt identitätslogische Mengen bestimmen lassen; als Residuum bleibt jedoch immer ein Magma zurück.
Die Magmalogik steht in einem begrifflichen Zusammenhang mit der ontologischen, das heißt mit der (kulturell und gesellschaftlich) seinskonstitutiven Relevanz des Imaginären. Castoriadis hat diesen Begriff zwar im Anschluss an Lacan, aber zugleich auch in Abgrenzung zu ihm für die Kulturtheorie revolutioniert. Er tat dies, indem er ihn als „gesellschaftliches Imaginäres“ konzipierte und ausdifferenzierte. Dieser Begriff wurde rasch von den französischsprachigen Sozialwissenschaftlern verwendet und angewandt, allen voran von den „HistorikerInnen des Imaginären“ wie Georges Duby, Jacques Le Goff, Nicole Loraux, Michelle Perrot oder Pierre Vidal-Naquet.
Obschon Jürgen Habermas und Bernhard Waldenfels, auch Ernst Tugendhat in Berliner Seminaren, bereits in den 1980er-Jahren auf die herausragende Bedeutung des Werks von Castoriadis verwiesen hatten und trotz der englischen Übersetzungen wurde die Tragweite seiner Überlegungen erst allmählich im deutschsprachigen Raum anerkannt. International wird Castoriadis in vielen Disziplinen rezipiert, nicht nur in der Philosophie, der er sich in den späten 1970er-Jahren am intensivsten widmete. Simon Critchleys 1998 erschienenes Buch A Companion to Continental Philosophy enthält einen Beitrag zu Castoriadis. Bislang noch wenig bis gar nicht aufgearbeitete philosophiehistorische Aspekte betreffen die Verbindungen zu Ernst Cassirer oder anderen neokantianischen Denkern wie Hans Kelsen.
2014 erschien die erste umfangreiche Biographie zu Castoriadis, die von François Dosse auf Französisch verfasst wurde. 

## Wirkung
Castoriadis' Begriff des „gesellschaftlichen Imaginären“ ist aus den Kultur- und Sozialwissenschaften nicht mehr wegzudenken. Die Philosophin Alice Pechriggl betont dabei: „Die Zahl der so genannten Geistes-, Sozial- und Kulturwissenschafter_innen, die ohne Castoriadis zu nennen bzw. zu kennen, über das »gesellschaftliche Imaginäre« [...] schreiben, ist mittlerweile unüberschaubar, so sehr hat sich der Begriff eingebürgert.“ 
Daneben hat sein Denken auch Einfluss auf revolutionäre und basisdemokratische Bewegungen weltweit, insbesondere auf die Ökologiebewegung der Jahrtausendwende. Im Bereich der akademischen Theorie ist vor allem in jüngster Zeit die Gründung der Zeitschrift Social Imaginiaries, 2022 umbenannt in International Journal of Social Imaginaries von Relevanz.

## Zitate
„[D]ie faktische und praktische Distanzierung und Kritik des Instituierten [ist] ein erster Schritt zur Autonomie, ein erster Riß im (instituierten) Imaginären.“

„Wenn soviele Menschen ein oberflächliches Interesse für falsche Propheten zeigen, wieviel besser wäre es, diesem wahren Denker wirkliche Beachtung zu schenken.“

## Schriften
- Grace D. Lee (später Grace Lee Boggs), Pierre Chaulieu (d. i. Cornelius Castoriadis), J. R. Johnson (d. i. C. L. R. James): Facing Reality: The New Society: Where to Look for It & How to Bring It Closer. 1958; Neuausgabe: ak press, 2006, ISBN 978-0-88286-308-5 (zur Ungarischen Revolution von 1956).

### Französische Ausgaben
- La Brèche: vingt ans après; Réédition du livre de 1968 complété par de nouveaux textes. Paris, 1988.
- L'imaginaire comme tel. Hermann, 2008, ISBN 978-2-7056-6741-2

### Deutsche Übersetzungen
- Ausgewählte Schriften, 7 Bände. Hrsg. v. Michael Halfbrodt & Harald Wolf, Verlag Edition AV, Lich, 2006–2016
- Paul Cardan (d. i. Cornelius Castoriadis): Arbeiterräte und selbstverwaltete Gesellschaft. Exemplarischer Entwurf über Natur der Selbstverwaltung (Serie Neue Kritik. Nr. 1). MaD, Hamburg 1974, ISBN 3-8015-0118-3  [Workers’ Councils and the Economics of Self-Managed Societies; Original: SouB. 1957]
- Paul Cardan (d. i. Cornelius Castoriadis): Postskript zur Neudefinition der Revolution (= MaD-Flugschrift. No. 6). MaD-Verlag, Hamburg 1974 [Paul Cardan: Redefining Revolution. Solidarity Pamphlet, Nr. 44, 1974; Original: SouB. Nr. 35, Jan. 1964]
- Sozialismus oder Barbarei. Analysen und Aufrufe zur kulturrevolutionären Veränderung. Wagenbach, Berlin 1980, ISBN 3-8031-1086-6 (darin C. C.: Einleitung von 1972, S. 9–52, und C. C./SouB-Texte, 1949, 1959, 1963. Ein Text aus Etudes. Brüssel 1960. Alles nach der 10/18-Ausgabe der Union génerale d’editions. 8 Bde. Paris 1973–1979)
- Gesellschaft als imaginäre Institution. Entwurf einer politischen Philosophie. Suhrkamp, Frankfurt 1984, ISBN 3-518-57648-8; Tb-Ausgabe: ebd. 1990, ISBN 3-518-28467-3 [Seuil, Paris 1975].
- Durchs Labyrinth. Seele, Vernunft, Gesellschaft. Europäische Verlagsanstalt, Frankfurt 1981, ISBN 3-434-00434-3; Suhrkamp, Frankfurt 1983, ISBN 3-518-28035-X [Seuil, Paris 1978].
- Mai 68 – die vorweggenommene Revolution. Hrsg. v. Michael Halfbrodt & Harald Wolf. Verlag Syndikat A, Moers 2009, ISBN 978-3-9810846-6-5. [Paris 1968 u. 1988]
- Das Gebot der Revolution. In: Ulrich Rödel (Hrsg.:) Autonome Gesellschaft und libertäre Demokratie. Suhrkamp, Frankfurt 1990, ISBN 3-518-11573-1,  S. 54ff. (enthält auch Die griechische Polis und die Schaffung der Demokratie. S. 298ff.; Sozialismus und autonome Gesellschaft. S. 329ff.)
- Der Zustand des Subjekts heute. In: Alice Pechriggl & Karl Reitter: Die Institution des Imaginären. Zur Philosophie von Cornelius Castoriadis. Turia und Kant, Wien/Berlin 1991, ISBN 3-85132-015-8, S. 11ff.
- Die Krise des Marxismus und die Krise der Politik. In: Institut für Sozialforschung (Hrsg.): Kritik und Utopie im Werk von Herbert Marcuse. Suhrkamp, Frankfurt 1992, ISBN 3-518-28637-4, S. 51ff.
- Die „Rationalität“ des Kapitalismus. In: ARCHIV des Widerstandes und der Arbeit. Nr. 16, Germinal Verlag, 2001, ISBN 3-88663-416-7, S. 425ff. (in dem Band weitere Beiträge zu/von Mitgliedern der Socialisme ou Barbarie Gruppe, wie A. Gabler, C. Lefort, D. Mothé, H. Simon, D. Blanchard)

### Englische Sammelbände
- Philosophy, Politics, Autonomy. Oxford University Press, New York/Oxford 1991.
- World in Fragments. Writings on Politics, Society, Psychoanalysis, and the Imagination. Stanford University Press, 1997.
- David Ames Curtis (Hrsg.): The Castoriadis Reader. Blackwell Publishers, Oxford 1997, ISBN 1-55786-704-6.

## Werkausgaben

### Die 10/18-Ausgabe
Texte aus Socialisme ou barbarie und verwandte Texte, diese siebenbändige Edition der Union génerale d’editions (Paris, 1973–1979) umfasste auch L’institution imaginaire de la société [Le Seuil, Paris, 1975].
- Band I: La société bureaucratique. 2 Teilbde. 1973.
- Band II: La dynamique du capitalisme.
- Band III: Capitalisme moderne et revolution. 2 Teilbde. 1979.
- Band IV: Le contenu du socialisme. 1979.
- Band V: L’expérience du mouvement ouvrier. 2 Teilbde. 1974.
- Band VI: L’institution imaginaire de la société. 1975, ISBN 2-02-036562-6
- Band VII: La société française. 1979.

### Französische Einzelausgaben und weitere Werkausgaben
Die wichtigsten Werke erschienen bei Seuil, Paris, als Paperback (sind zum Teil auch schon als Taschenbuch erhältlich):
- Les Carrefours du labyrinthe. 6 Bände
  - Les Carrefours du labyrinthe (I). 1978
  - Domaines de l’homme (Les carrefours du labyrinthe II). 1986
  - Le Monde morcelé (Les carrefours du labyrinthe III). 1990
  - La Montée de l’insignifiance (Les carrefours du labyrinthe IV). 1996
  - Fait et à faire (Les carrefours du labyrinthe V). 1997
  - Figures du pensable (Les carrefours du labyrinthe VI). 1998
- Sur „Le Politique“ de Platon. 1999, ISBN 2-02-036570-7
- La création humaine
  - Sujet et vérité dans le monde social-historique. La création humaine 1. 2002
  - Ce qui fait la Grèce, 1. D’Homère à Héraclite. La création humaine 2. 2004
  - Ce qui fait la Grèce, 2. La cité et les lois. La création humaine 3. 2008, ISBN 978-2-02-097141-6
- Une Société à la dérive, entretiens et débats 1974-1997. 2005
- Fenêtre sur le chaos. 2007, ISBN 978-2-02-090826-9
- Histoire et création: Textes philosophiques inédits, 1945-1967. 2009, ISBN 978-2-02-093225-7
- Ce qui fait la Grèce, 3. Thucydide, la force et le droit.3. 2011.

Außerdem sind in Frankreich bei anderen Verlagen erschienen:
- - Post-scriptum sur l’insignifiance. Suivi de Dialogue. Paris, L’Aube, 2007, ISBN 978-2-7526-0372-2
  - unter dem Pseudonym P. Coudray, mit Claude Lefort & Edgar Morin: Mai 68: la brèche. 1968; neue Ausgabe mit zusätzlichen Texten: Paris, Fayard, 2008, ISBN 978-2-213-63698-6
  - L’imaginaire comme tel. Hermann, 2008, ISBN 978-2-7056-6741-2

### Englische Werkausgaben
Political and Social Writings. 3 Bände. University of Minnesota Press, Minneapolis/London 1988–1993.
- Volume 1: 1946-1955: From the Critique of Bureaucracy to the Positive Content of Socialism
- Volume 2: 1955-1960: From the Workers’ Struggle against Bureaucracy to Revolution in the Age of Modern Capitalism
- Volume 3: 1961-1979: Recommencing the Revolution: From Socialism to the Autonomous Society

### Deutsche Werkausgaben
- Ausgewählte Schriften. Hrsg. von Michael Halfbrodt und Harald Wolf. Übers. von Michael Halfbrodt. Edition AV, Lich (Informationen zum Editionsprojekt, Inhaltsverzeichnisse und Vorworte zu jedem Band).
- Band 1: Autonomie oder Barbarei. 2006, ISBN 3-936049-67-X.
- Band 2: Vom Sozialismus zur autonomen Gesellschaft:
- Teilbd. 2.1: Über den Inhalt des Sozialismus. 2007, ISBN 978-3-936049-88-6.
- Teilbd. 2.2: Gesellschaftskritik und Politik nach Marx. 2008, ISBN 978-3-86841-002-0.
- Band 3: Das imaginäre Element und die menschliche Schöpfung. 2010, ISBN 978-3-86841-035-8.
- Band 4: Philosophie, Demokratie, Poiesis. 2011, ISBN 978-3-86841-063-1.
- Band 5: Psychische Monade und autonomes Subjekt. 2012, ISBN 978-3-86841-081-5.
- Band 6: Kapitalismus als imaginäre Institution. 2014, ISBN 978-3-86841-094-5.
- Band 7: Ungarn 56 | Die ungarische Revolution. 2016, ISBN 978-3-86841-176-8.
- Band 8: Durchs Labyrinth. 2020, ISBN 978-3-86841-231-4.
- Band 9: Fenster zum Chaos. Schriften zu Kultur und Kunst. 2021, ISBN 978-3-86841-261-1.